# Francisco del Rosario Sánchez

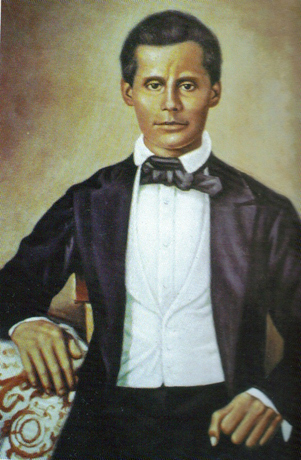

Francisco del Rosario Sánchez (Santo Domingo, 9 maart 1817 - 4 juli 1861) was advocaat, politicus en activist van de Dominicaanse Republiek. Sánchez wordt, na Juan Pablo Duarte en voor Ramón Matías Mella, beschouwd als de tweede leider van de Dominicaanse Onafhankelijkheidsoorlog tegen de Haïtiaanse bezetting in 1844. Na de verbanning van Duarte nam hij de strijd over en verkondigde de onafhankelijkheid van het land op 27 februari 1844 bij de Puerta del Conde. Hij was een vurig strijder voor de vrijheid van het land, en tegen de, door Pedro Santana voorgestelde, annexatie door Spanje. Dit had een aantal verbanningen en zijn dood tot gevolg.

## Familie en het vroege jaar
Sánchez werd geboren in Santo Domingo op 9 maart 1817. Zijn Afro-Dominicaanse ouders waren Narciso Sánchez en Olaya Ramona del Rosario de Belén, die niet getrouwd waren op het moment van zijn geboorte. Sánchez was de oudste van elf kinderen, van wie Socorro Sánchez bekend was als journalist. Sánchez was ook de neef van de activiste Maria Trinidad Sánchez van vader kant.
Sánchez reisde als jonge man naar de Verenigde Staten en Europa. Zijn visie was een typisch republikeins doel in de Eeuw van de Verlichting. Sánchez werd de centrale figuur in de Dominicaanse opstand in de laatste en meest cruciale fase van de strijd doordat Duarte werd verbannen en onderdook in Venezuela. Dit is de reden waarom hij door vele auteurs wordt beschouwd als de "echte" stichter van de Dominicaanse Republiek.

## La Trinitaria

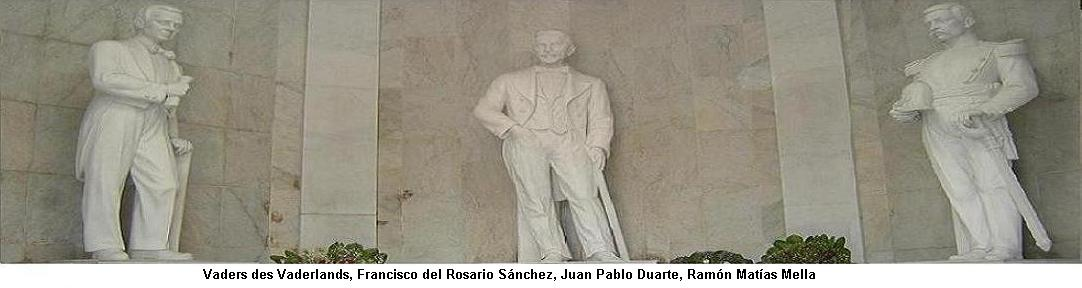
In het Altaar van het Vaderland in Santo Domingo Dominicaanse Republiek.
Onderschrift: Vaders des Vaderlands, Francisco del Rosario Sánchez, Juan Pablo Duarte, Ramón Matías Mella.

Sánchez nam de leiding als de drijvende kracht van de onafhankelijkheidsbeweging, hij onderhield contact met Duarte via zijn familieleden. Hoewel hoog opgeleid, wordt hij vooral herinnerd als een man van actie. In de procedure die plaatsvond net voor de proclamatie van de onafhankelijkheid op 27 februari 1844, werd Sánchez door zijn collega's in La Trinitaria als Commander gekozen van de regerende Junta in de opkomende republiek. Dit was een erkenning en bewijs van zijn handelen.

## de Verbanning
Na een korte periode van onrust en snelle politieke opvolging, werd Sánchez, een van de belangrijkste architecten van de onafhankelijkheid, door Pedro Santana verbannen. Sánchez bracht vier jaar in ballingschap door en werd uiteindelijk gratie verleend. Hij keerde terug naar de Dominicaanse Republiek en zag dat Santana Spanje had uitgenodigd om het land opnieuw als kolonie te annexeren. Sánchez trotseerde dit verraad voor de republikeinse zaak. Hij werd gevangengenomen door Santana's leger en werd in 1861 geëxecuteerd.
Hij is begraven in een prachtige mausoleum, het Altar de la Patria, bij La Puerta del Conde (de Poort van de Graaf), naast Duarte en Mella, die op die plek het geweerschot afvuurde die hen voortstuwde in de legende.
- Biblioteca Nacional de España: XX4764354
- International Standard Name Identifier: 0000 0001 2206 9277
- Library of Congress Control Number: n84202936
- Système universitaire de documentation: 156914468
- Virtual International Authority File: 169564846
- WorldCat: E39PBJgXdRjmd76bgfkCq6x7HC